# Літо у веснянках
«Літо у веснянках» («Strazdanota vasara») — радянський телефільм 1988 року, знятий режисером Бронюсом Талачкою на Литовській телестудії.

## Сюжет
Фільм поставлений за мотивами повісті Бронюса Бушми «Тхір у силах». Одне літо з життя десятирічного хлопчика Адуліса Бабарскаса, який мешкає у селі з матір'ю та старшим братом Раполасом. Адуліс прихильний до дружби брата із сусідкою Живіле. У фільмі світ дорослих показаний очима хлопчика.

## У ролях
- Харольдас Танкявічюс — Адуліс Бабарскас
- Ілона Бальсіте — Жівіле, бібліотекар
- Херміс Прейкштас — Раполас, брат Адуліса
- Аста Ейнікіте — Насте, листоноша
- Сакалас Уждавініс — Угнюс, лісник
- Нійоле Лепешкайте — мама Адуліса і Раполаса
- Леонардас Зельчюс — роль другого плану
- Юозас Ярушявічюс — роль другого плану
- Вікторас Валашінас — роль другого плану
- Ліна Боціте — вчителька
- Таурас Чіжас — роль другого плану
- Вітаутас Канцлеріс — генерал
- Стасіс Зінкявічюс — роль другого плану

## Знімальна група
- Режисер — Бронюс Талачка
- Сценаристи — Бронюс Талачка, Альгірдас Кратуліс
- Оператор — Донатас Букліс
- Композитор — Альгімантас Апанавічюс
- Художник — Ромуальдас Лукшас